# Omul Omega
Omul Omega (titlu original: The Omega Man) este un film american din 1971 regizat de Boris Sagal. Este produs de Walter Seltzer. Rolurile principale au fost interpretate de actorii Charlton Heston, Anthony Zerbe și Rosalind Cash. Este bazat pe romanul de groază I Am Legend de Richard Matheson.

## Distribuție
- Charlton Heston - Neville
- Anthony Zerbe - Matthias
- Paul Koslo - Dutch
- Rosalind Cash - Lisa
- Eric Laneuville -  Richie